# 금호초등학교 (광주)
금호초등학교는 대한민국 광주광역시 서구에 있는 공립 초등학교이다.

## 학교 연혁
- 1994.03.01 금호국민학교 개교(23학급)
- 1997~1998 교육부 지정 연구학교(통합교육과정)
- 2001~2002 시지정 에너지 절약 연구학교 발표
- 2003~2004 시지정 교육과정 연구학교 발표
- 2005.01.31 전국 100대 교육과정 최우수학교 선정, 교육과정 우수학교
- 2006.04.01 교육복지투자 우선지역학교 선정
- 2006.09.01 제5대 윤석주 교장 부임
- 2006.12.29 학교보건관리 및 학교급식 우수학교 선정(교육인적자원부 표창)
- 2008.02.28 교육복지 투자우선지역 지원사업 표창(교육장)
- 2008.12.24 시종합장학 우수학교 표창(교육감)
- 2008.09.01 제6대 조규태 교장 부임
- 2009.12.24 시교육청 학교평가 우수학교 표창(교육감)
- 2010.03.01 제7대 김정홍 교장 부임
- 2010.03.01 특수학급 신설
- 2012.02.13 농촌체험 연구학교 전국 최우수학교 표창(농림수산식품부)
- 2013.03.01 제8대 장일상 교장 부임
- 2013.03.01 도농교류협력사업, 학교 친환경 텃밭 조성사업 실시
- 2014.03.01 제9대 최판규 교장 부임

## 참고 자료
- 금호초등학교 - 한국교육학술정보원 학교알리미